# Christen Wiese
Christen Knagenhjelm Wiese (Bergen, Hordaland, 22 d'agost de 1876 - Nøtterøy, Vestfold, 31 de març de 1968) va ser un regatista noruec que va competir a començaments del segle xx.
El 1920 va prendre part en els Jocs Olímpics d'Anvers, on va guanyar la medalla d'or en els 12 metres (1919 rating) del programa de vela, a bord del Heira II.